# Regele Ferdinand (F-221)
La fragata Regele Ferdinand (F221), originalmente botada como HMS Coventry (F98), es una fragata Tipo 22 y actual buque insignia de las Fuerzas Navales de Rumania.
Fue comprada al Reino Unido por la Armada Rumana el 14 de enero de 2003, y renombrada Regele Ferdinand (Rey Fernando) en honor a Fernando I de Rumania. El buque fue entregado a Rumania el 19 de agosto de 2004 sometido a pruebas de mar al mismo tiempo. La Regele Ferdinand entró en servicio en las Fuerzas Navales de Rumanía el 9 de septiembre de 2004. Desde entonces ha habido cierto controversia sobre el precio en que fue comprado.